# Tiliqua scincoides
El escinco de lengua azul (Tiliqua scincoides) es una especie de lagarto de la familia Scincidae. Habita las sabanas y regiones semidesérticas del este de Australia.
Fue descrita originalmente como Lacerta scincoides, por John White, en el Journal of a Voyage to New South Wales, 1790.
Es un reptil de cuerpo alargado de escamas lisas, piernas pequeñas teniendo en sus patas 5 dedos cortos. Su coloración va del gris al marrón con bandas oscuras perpendiculares.Alcanza los 60 cm de longitud y su es una especie popular para su mantenimiento en cautiverio, llegando a vivir 25 años.[cita requerida]
Es de hábitos diurnos y de alimentación insectívora destacándose por su viviparidad.[cita requerida]

## Subespecies
- T. s. scincoides (White, 1790).
- T. s. intermedia (Mitchell 1955).
- T. s. chimaerea (Shea, 2000).